# Nakir och Munkar
Nakir och Munkar är två malaikah - änglar - som förekommer i islamisk mytologi. De är psykopomper och frågar de döda: "Vem är din Herre? Vem är din profet? Vilken är din religion?". För den rättrogne muslimen som kan svara rätt på detta visas den plats han kunnat få i helvetet, men som Allah räddat honom från, och sedan förs han till himmelriket. Till den som svarar fel säger de: "Du varken visste eller sökte kunskapen hos de som hade den!" och slår honom med en hammare och visar honom platsen i himmelriket som han kunde ha fått innan han förpassas till helvetet.